# Главный храм Вооружённых сил Российской Федерации
Главный храм Вооружённых сил Российской Федерации, или Патриарший собор во имя Воскресения Христова — православный храм в Одинцовском городском округе Московской области, посвящённый 75-летию Победы в Великой Отечественной войне, а также ратным подвигам русского народа во всех войнах. Расположен на территории парка «Патриот». Строился как на пожертвования, так и на бюджетные средства Москвы и Московской области. Освящение прошло 14 июня 2020 года в рамках празднования 75-летия Победы в Великой Отечественной войне. Строительство завершено 9 мая 2020 года.
Храм практически полностью опоясан мультимедийным мемориальным комплексом «Дорога памяти», протяжённость которого составляет 1,5 километра.

## Размеры
Высота храма вместе с крестом составляет 95 метров. Это один из самых высоких православных храмов России и мира. Площадь храмового комплекса — 11 тыс. м². Вместимость внутреннего помещения храма — до 6 тысяч человек.
Ширина — 97,9 м, длина — 65,4 м.
Все габариты храма символичны и отсылают к важнейшим числам, связанным с историей Великой Отечественной войны, историей России и Вооружённых сил России:
- диаметр барабана главного купола составляет 19,45 метра. 1945 год — окончание Великой Отечественной войны. Диаметр купола — 22 метра 43 сантиметра. Восьмого мая 1945 года в 22 часа 43 минуты был подписан акт о безоговорочной капитуляции Германии;
- высота звонницы составляет 75 метров. В 2020 году исполнилось 75 лет со дня окончания Великой Отечественной войны;
- высота малого купола составляет 14,18 метра. 1418 дней и ночей длились боевые действия в Великой Отечественной войне[5][6];
- площадь мозаики в интерьере — 2644 квадратных метра, что соответствует числу полных кавалеров Ордена Славы;
- высота мандорлы — 11 694 мм, ровно столько участников Великой Отечественной войны получили звание Героя Советского Союза[11].

## Стиль и отделка

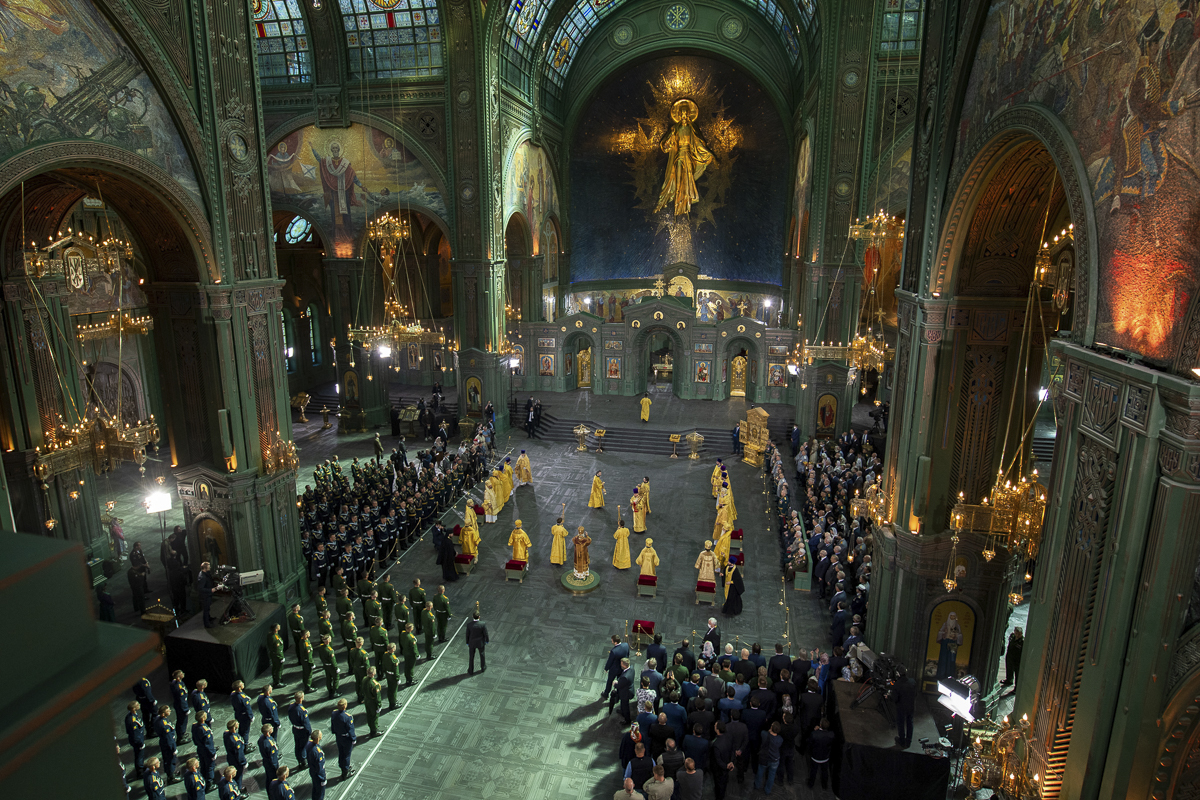
Богослужение в храме

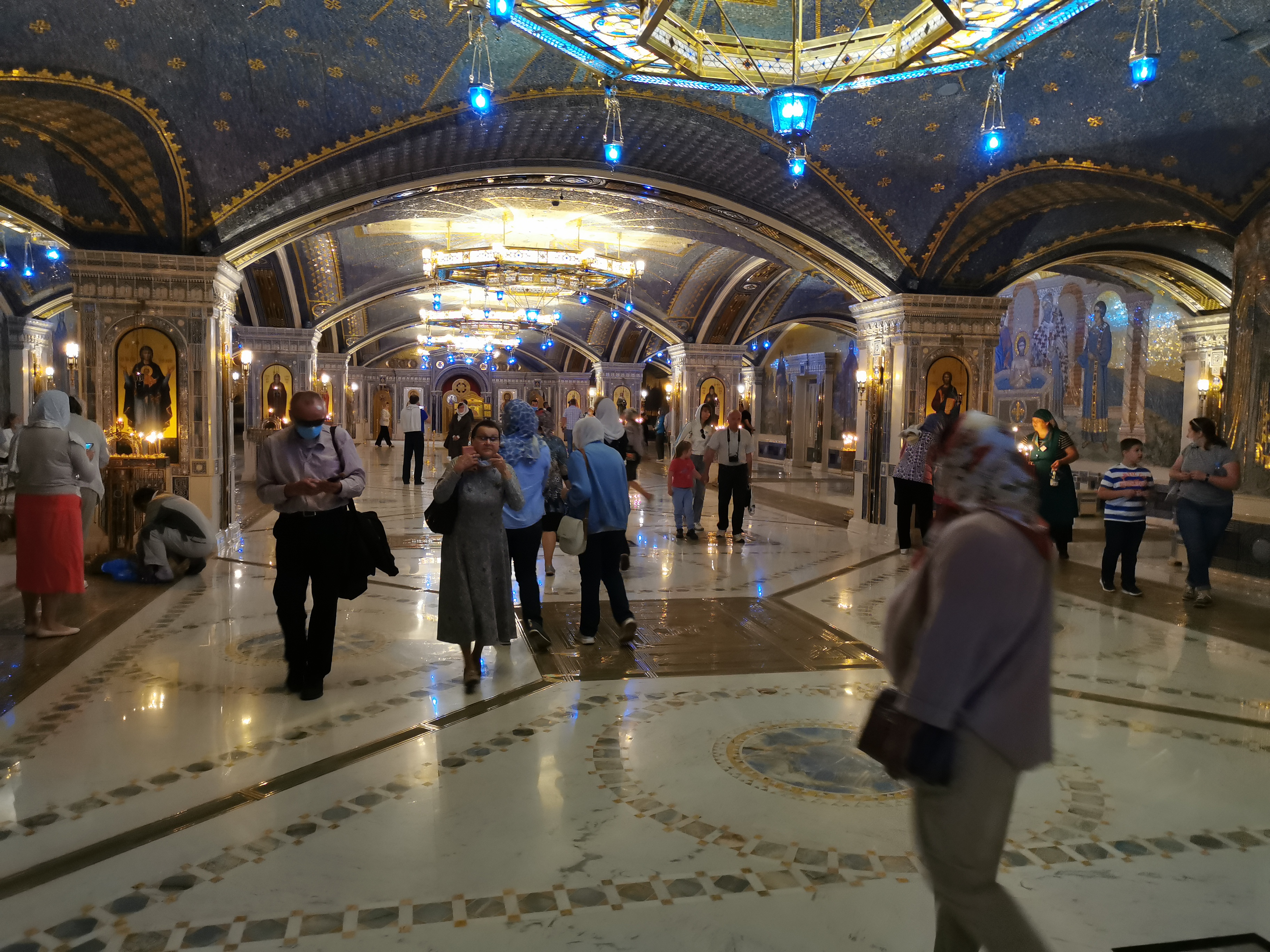
Нижний (малый) храм ВС РФ

Храм спроектирован в монументальном русско-византийском стиле, включающем современные архитектурные подходы и уникальные для православного храмоздательства приёмы. Фасады здания отделаны металлом, своды — остеклены. Стены храма украшены росписями с батальными сценами из военной истории и текстами из Священного писания.
Отделка нижнего (малого) храма выполнена из керамики и украшена гжельской росписью, а при изготовлении мозаичных панно использовались кусочки стеклянной смальты. Центральная апсида, посвящённая Воскресению Христову, выполнена в виде металлического рельефа. Отделка храма, икона и иконостас созданы из меди с эмалями, как это делалось на походных воинских иконах. Своды храма собраны из витражей с изображением орденов, которыми награждали за ратные подвиги в разные периоды истории России. Образ Спаса Нерукотворного в центральном куполе храма — самое большое изображение лика Христа, выполненное в мозаике.

### Купол
15 ноября 2019 года на храм водрузили 80-тонный центральный купол, высота и диаметр которого составляют по 12 метров.
Всего храм имеет шесть куполов, из которых четыре одинаковых, каждый из которых весом в 34 тонны, центральный самый большой и один — на звоннице. Конструкция имеет каркас из высоколегированной стали. Заложенный условный коэффициент прочности купола — от 300 до 1500 лет.

### Колокола

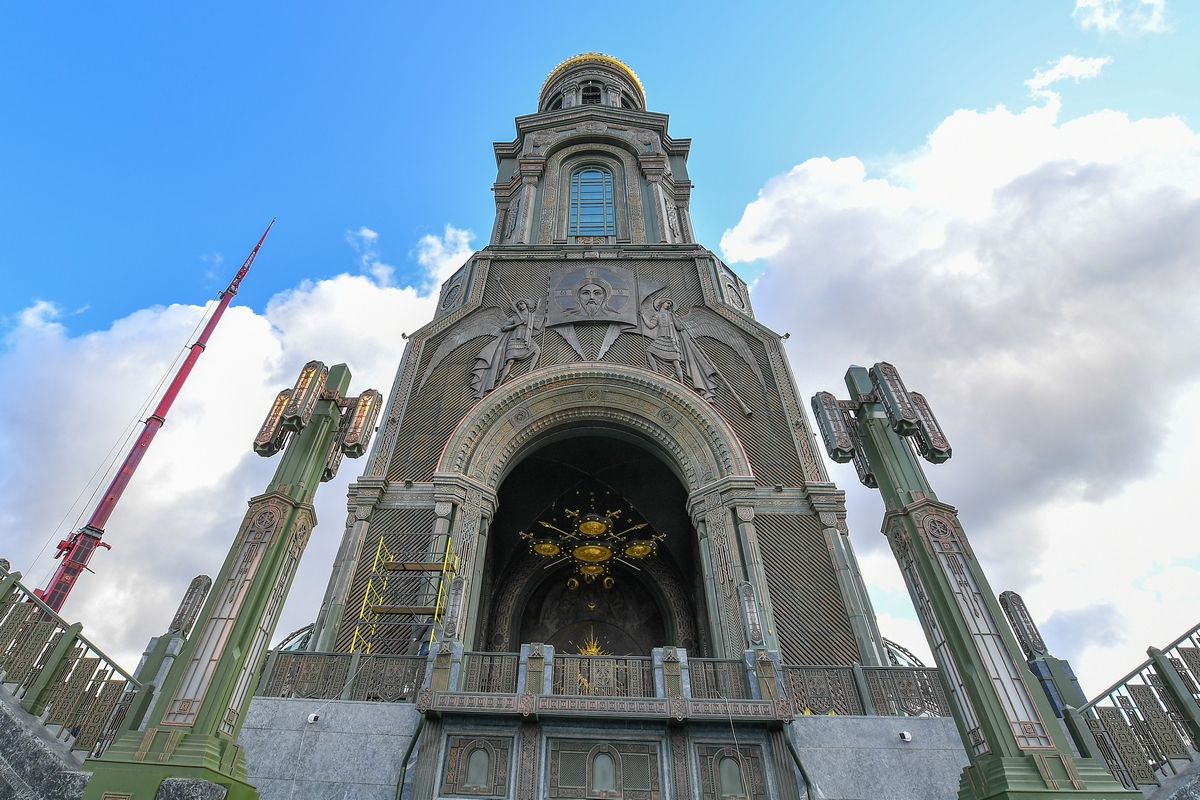
Колокольня

Колокола изготовлены на заводе Анисимова в Воронеже. Убранство колоколов разработано на основе орнаментов, которые украсят храм. На колоколах отражена тема Победы в Великой Отечественной войне, иконы покровителей русского воинства. Главный колокол-благовестник украсили барельефы с изображениями ключевых событий Великой Отечественной войны. Работа над изготовлением колоколов велась на протяжении полугода. Вес ансамбля более 20 тонн, в него вошли 18 колоколов, самый большой из которых весит 10 тонн. 17 из 18 колоколов посвящены видам и родам войск. С одной стороны на колокол нанесена эмблема, с другой — изображение святого покровителя.
23 августа 2019 года колокола установлены на звонницу храма.

### Главная икона

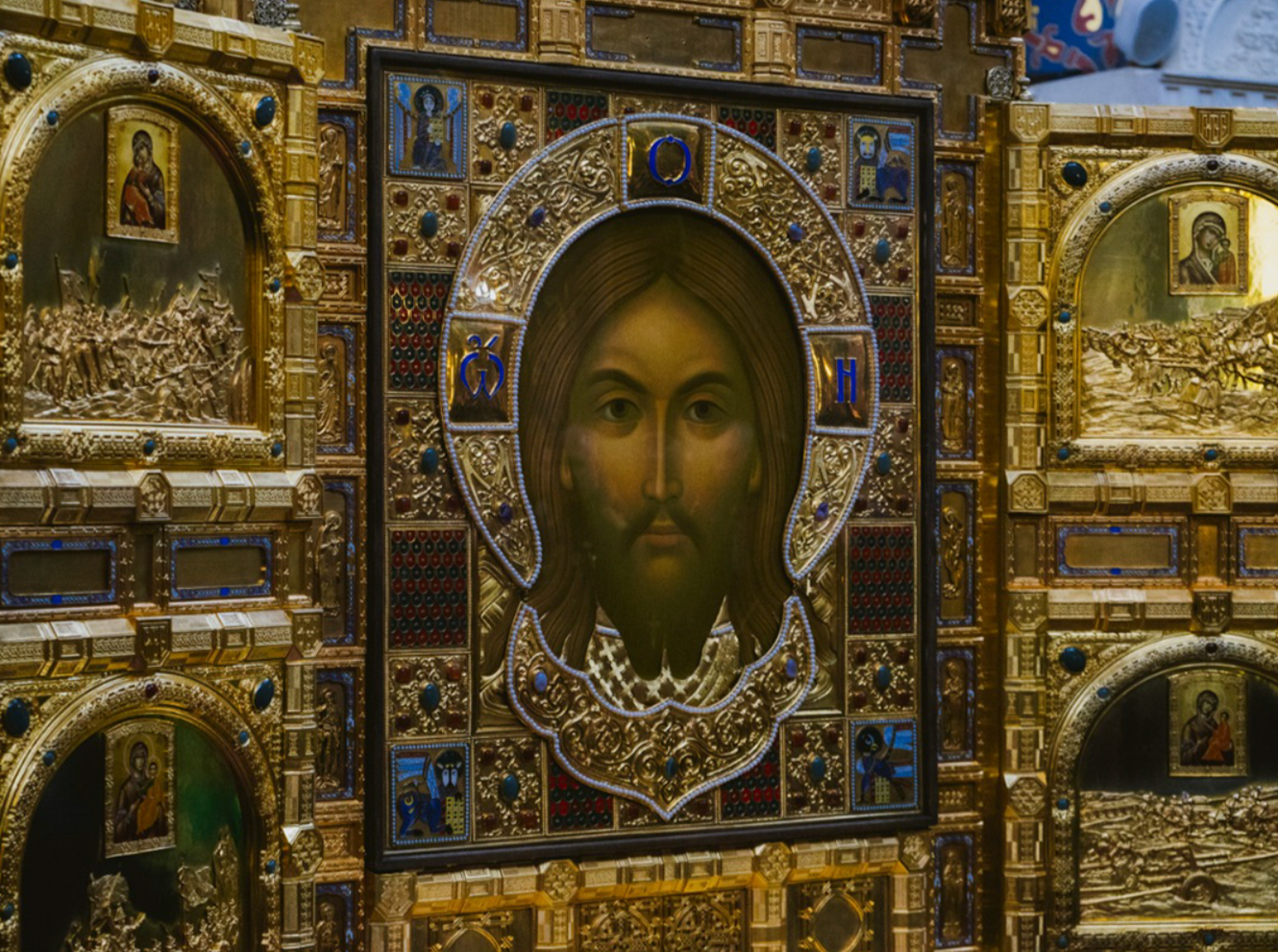
Главная икона ВС РФ «Спас Нерукотворный»

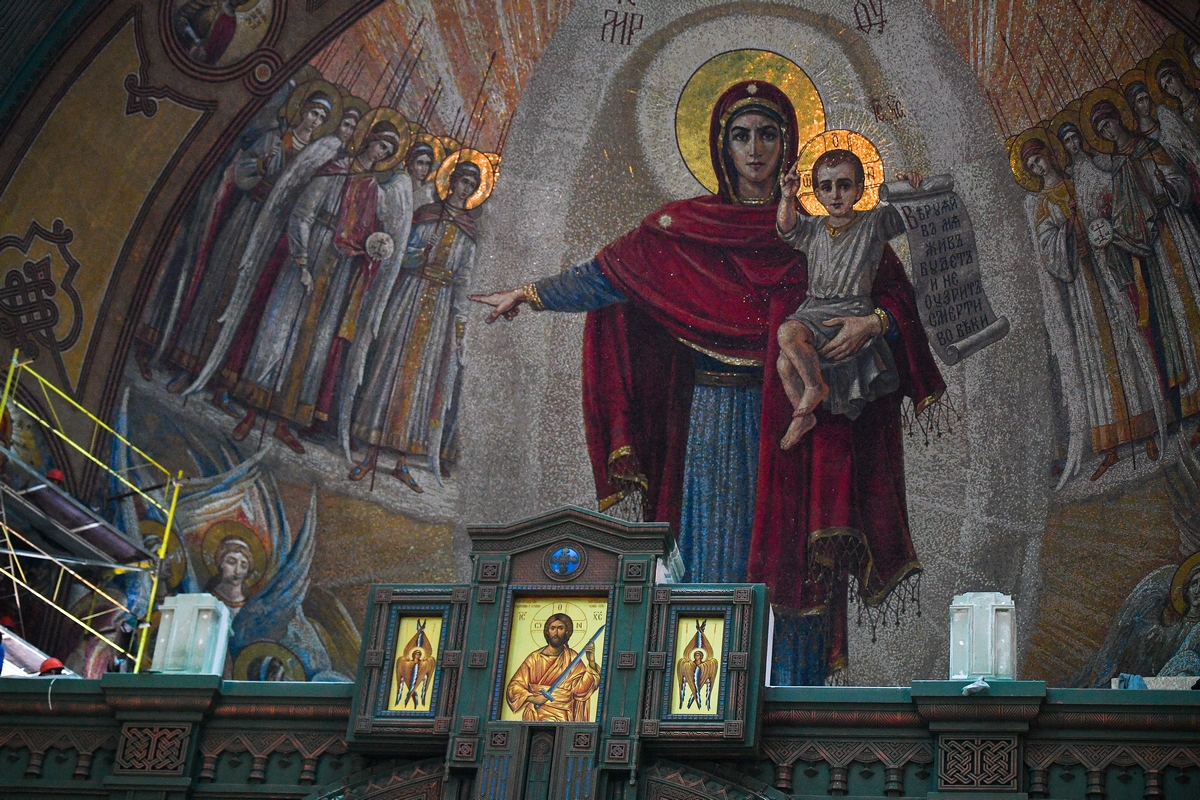
Мозаика западной апсиды «Образ Божией Матери — заступницы России в Великой Отечественной войне». Ниже — Иисус с мечом

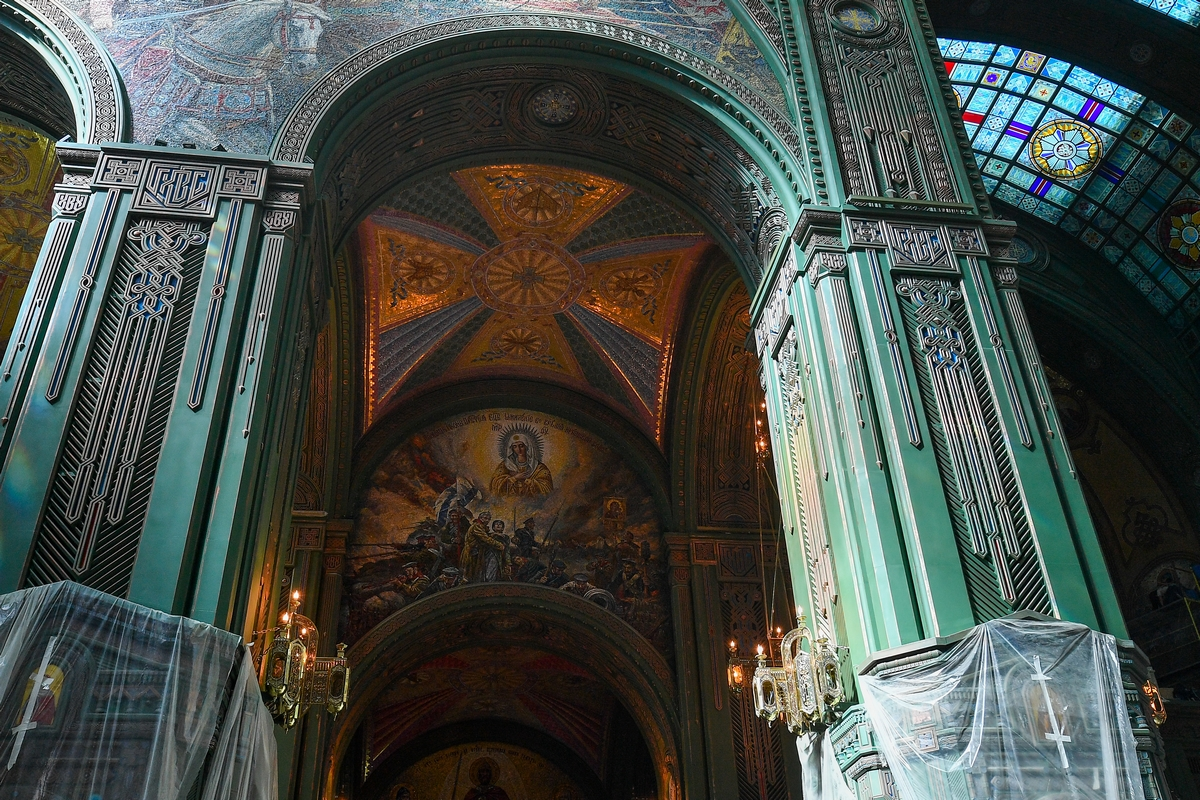
Мозаика

Главной иконой главного храма Вооружённых сил РФ является «Спас Нерукотворный». Икона Спас Нерукотворный представляет собой каноническое изображение лика Иисуса Христа, по преданию, чудесным образом отпечатавшееся на куске материи и переданное им самим слуге царя Авгаря V. Лик на иконе окружают образа Божией Матери Казанской, Владимирской, Смоленской и Тихвинской, размещённые на художественных рельефах, которые изображают знаковые события в истории Российского государства. В ковчежце, который неизменно сопровождает икону, находится восемь частиц святых покровителей: великомученика Георгия Победоносца, апостола Андрея Первозванного, святителя Николая Чудотворца, преподобного Сергия Радонежского, великомученицы Варвары, апостола Петра, великомученика Пантелеимона Целителя, а также праведного воина Феодора Ушакова, который был командующим Черноморским флотом.
Образ Спасителя помещён в бронзовый складень и имеет вес около 100 кг. Сама икона без складня имеет размеры около 98 × 84 × 10 см.

### Боковые приделы
Каждый из приделов посвящён святому — покровителю одного из родов войск и видов Вооружённых сил России:
- Придел Святого Илии Пророка — покровителя Воздушно-космических сил и Воздушно-десантных войск;
- Придел Святой Варвары Великомученицы — покровительницы Ракетных войск стратегического назначения;
- Придел Святого Апостола Андрея Первозванного — покровителя Военно-морского флота;
- Придел Святого Александра Невского — покровителя Сухопутных войск[5].

## Споры и противоречия
В 2020 году телеканал «Звезда» назвал Даши Намдакова в качестве главного художника Главного храма Вооружённых сил Российской Федерации.
В апреле 2020 года стало известно о создании в храме мозаики с изображением Владимира Путина, Сергея Шойгу и Валентины Матвиенко. Настоятель храма епископ Клинский Стефан (Привалов) объяснил такое решение традицией изображения исторических событий. «Понятно, что одно из таких значимых событий — присоединение Крыма. В этом присоединении участвовали первые лица государства, которые будут там изображены», — сказал он. По словам пресс-секретаря президента Пескова, Путин, получив доклад о мозаике, сказал: «Когда-нибудь благодарные потомки оценят наши заслуги, но сейчас это делать ещё рано». В течение нескольких дней после этого мозаика была демонтирована. По словам председателя художественного совета по строительству храма протоиерея Леонида Калинина, «мозаика сохранена, и она будет находиться в музее или в каком-то ещё месте как некий исторический артефакт».
В апреле 2020 года также стало известно о создании в храме мозаики, изображающей Парад Победы, на которой есть портрет Иосифа Сталина, что вызвало весьма неоднозначную реакцию как в церковных, так и в светских кругах. Глава синодального отдела РПЦ по взаимоотношениям церкви с обществом и СМИ Владимир Легойда заявил, что изображения Сталина в храме быть не должно, а также отметил, что «резкая реакция, которую вызвал данный художественный замысел, свидетельствует, что эта инициатива требует более широкого обсуждения». Открытое письмо патриарху Кириллу с просьбой убрать изображение Сталина написали также православные деятели, известные консервативными и монархическими взглядами. Их поддержал митрополит Иларион (Алфеев). 12 мая того же года данную мозаику осудил Архиерейский Синод РПЦЗ. Заместитель министра обороны России, начальник Главного военно-политического управления Андрей Картаполов прокомментировал появление мозаики с изображением Сталина так: «Сталин — наш верховный главнокомандующий и председатель совета народных комиссаров», который «вынес на себе всю тяжесть войны и принимал самые ответственные решения». По словам Картополова, «Сталин вернул религию», а потому мозаика уместна. Стыдиться же её, по его мнению, «велят какие-то господа из-за бугра». В конце концов, 16 мая глава Экспертного совета РПЦ по церковному искусству, архитектуре и реставрации протоиерей Леонид Калинин сообщил, что мозаика с изображением Сталина будет размещена в музее рядом с храмом, а не в самом храме.
Как отметил историк архитектуры Сергей Кавтарадзе незадолго до освящения храма, «мало какое здание в последнее время вызывало такие ожесточённые споры и столь яростное неприятие даже со стороны тех, кто, как правило, склонен одобрять любые решения власти. Это покажется тем более примечательным, если вспомнить, что возведено оно буквально в чистом поле, в полусотне километров от Москвы, и ради его воплощения ничего исторически ценного сносить не пришлось. Фотографии храма вызывают поток язвительных комментариев и не комплиментарных сравнений в соцсетях, которым противостоят призывы не делать поспешных выводов и для начала увидеть ансамбль своими глазами. По-видимому, общество остро чувствует важность момента, то, что с воплощением спорного проекта мы оказались в поворотной точке — теперь открываются шлюзы и оказываются под угрозой привычные нам представления о том, что такое хороший вкус, что красиво, а что уродливо».
Заведующая кафедрой иконописи Православного Свято-Тихоновского гуманитарного университета Екатерина Шеко считает, что храм построен в стиле стимпанка.

## Экспонаты
11 июня 2020 года в интервью телеканалу «Звезда» замминистра обороны Российской Федерации Тимур Иванов рассказал:

«… такие установки [очистки воздуха] находятся в самой „Дороге памяти“, поскольку там находятся настоящие реликвии. Там есть уникальные вещи, вплоть до костюма Гитлера, который сохранился до сих пор, там есть фуражка Гитлера. Там есть уникальные экспонаты, которые раньше нигде не выставлялись».
Позднее в пресс-службе министерства обороны Российской Федерации заявили, что заместитель главы ведомства Тимур Иванов в интервью телеканалу «Звезда» не называл вещи Гитлера, хранящиеся в военном мемориальном комплексе, «настоящими реликвиями», и что слова заместителя министра были вырваны из контекста.

## Музейный комплекс

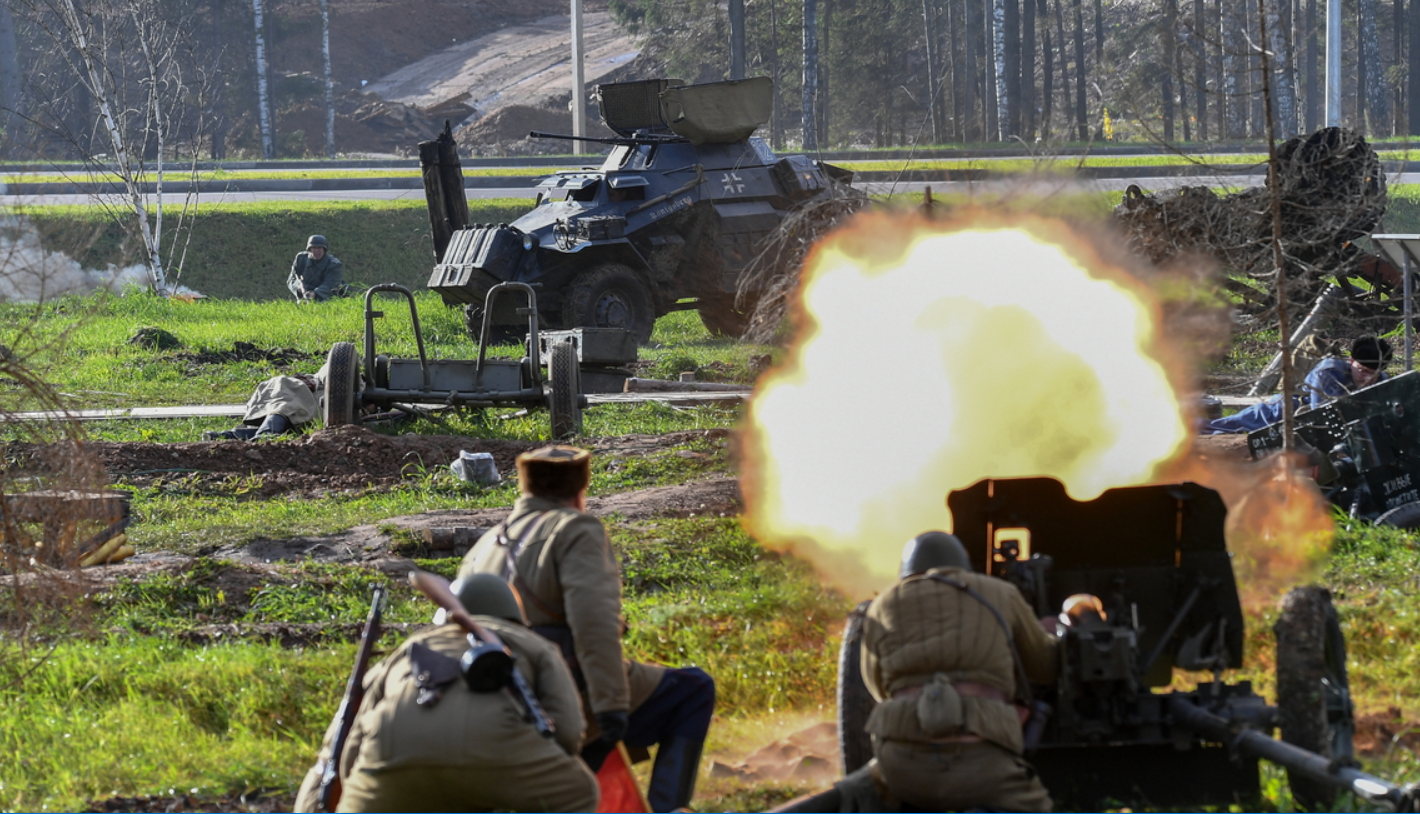
Реконструкция Битвы за Москву. Музей под открытым небом «Поле Победы». 7 ноября 2020

На территории комплекса создан музейный комплекс «Дорога памяти» длиною 1418 шагов в память о 1418 днях и ночах Великой Отечественной войны. Галерея с помощью технологии микрофотографии оформлена десятками миллионов фотографий участников войны.
Музей под открытым небом «Поле победы» является собирательным образом сражения под Москвой в 1941 году и вошёл в комплекс Главного храма Вооружённых сил. Его место расположения — район, где немцы предприняли последнюю попытку прорваться к столице. Территория музея разделена на несколько тематических зон, в каждой из которых использованы вооружения и боевая техника времён Великой Отечественной войны. Реконструкция местности создавалась по архивным документам и снимкам фронтовой поры.

## Открытие
Освящение храма провёл Патриарх Московский и всея Руси Кирилл 14 июня 2020 года, объявив собор патриаршим; торжественное открытие собора состоялось в присутствии Президента РФ Владимира Путина в День памяти и скорби, 22 июня 2020 года. Данные мероприятия прошли в рамках празднования 75-летия Победы в Великой Отечественной войне.

## Финансирование
В сентябре 2018 года телеканал «Звезда» сообщал, что храм будет возводиться исключительно на добровольные пожертвования из личных средств военнослужащих, членов их семей, а также всех неравнодушных граждан и организаций. К началу февраля 2020 года был собрано более 3 млрд рублей пожертвований, а госконткрактов было заключено на 6 млрд рублей. Издание Znak.com выяснило, что в 2019 году фонд «Воскресение», предназначенный для сбора пожертвований на храм, дополнительно к пожертвованиям получил 2 млрд рублей от правительства Москвы и 950 млн рублей от правительства Московской области.

## Настоятель
- Стефан (Привалов), епископ Клинский (7 мая 2019 — 13 июня 2020)
- Кирилл, Патриарх Московский и всея Руси (с 13 июня 2020)[37]

## Галерея

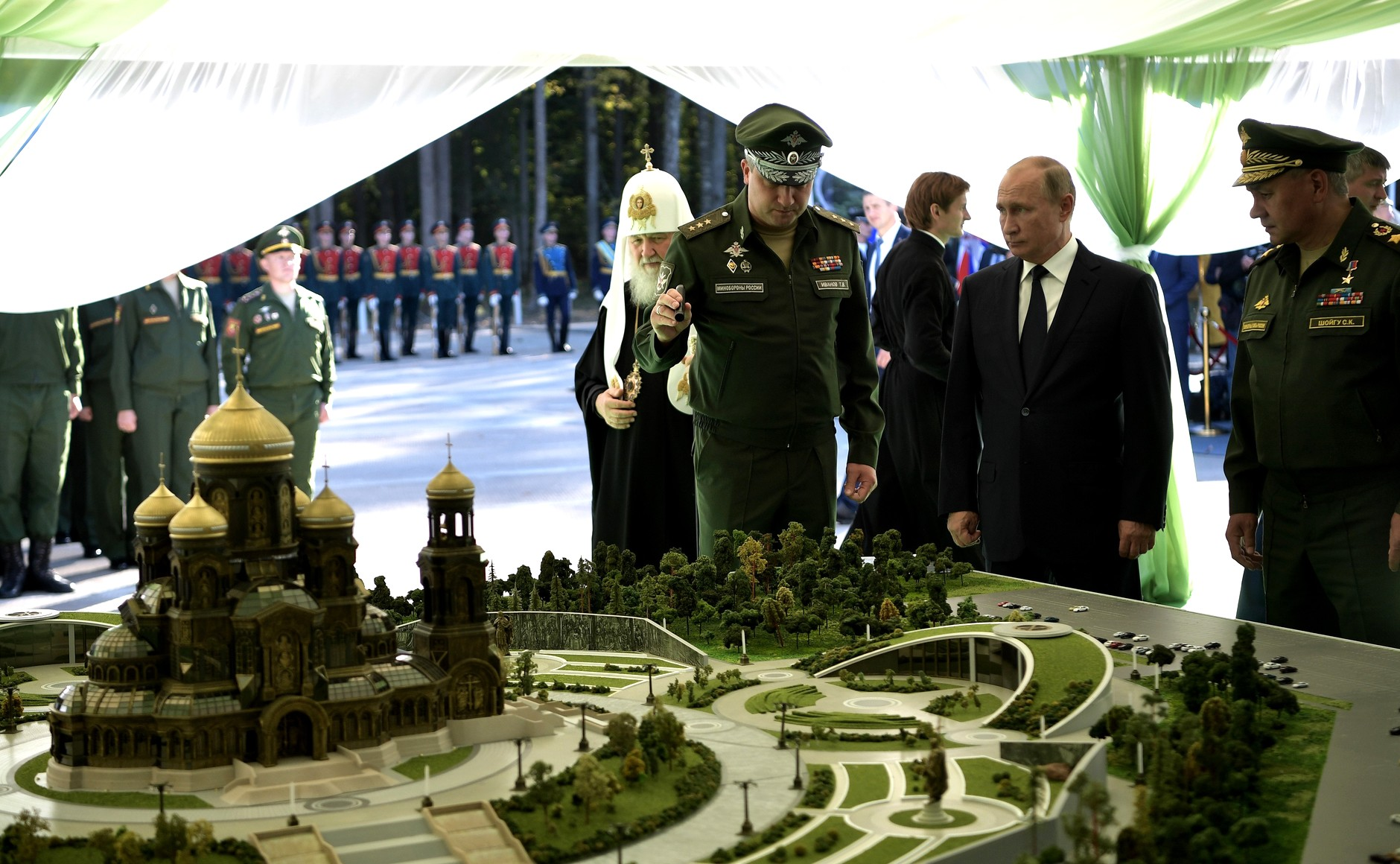
Осмотр В. В. Путиным макета Главного храма Вооружённых сил, 19 сентября 2018 года
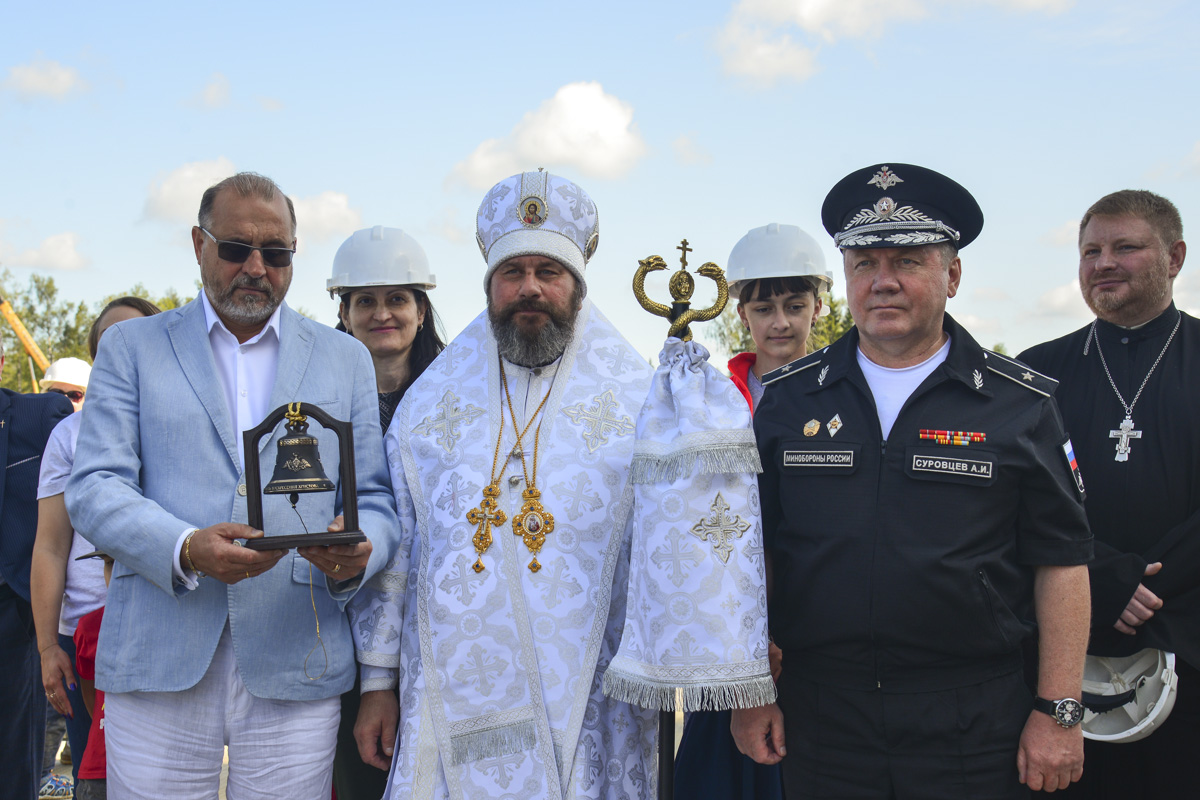
Церемония установки колоколов: Каньшин А. Н., Стефан (Привалов), Суровцев А. И.
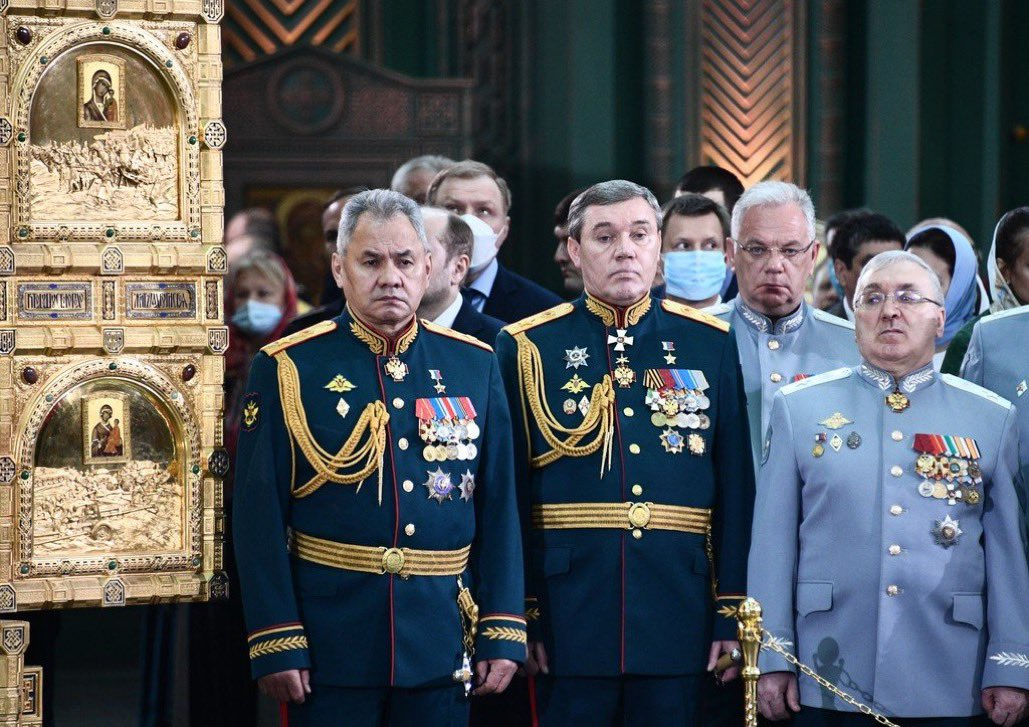
Церемония открытия храма: Шойгу С. К., Герасимов В. В., Цаликов Р. Х.
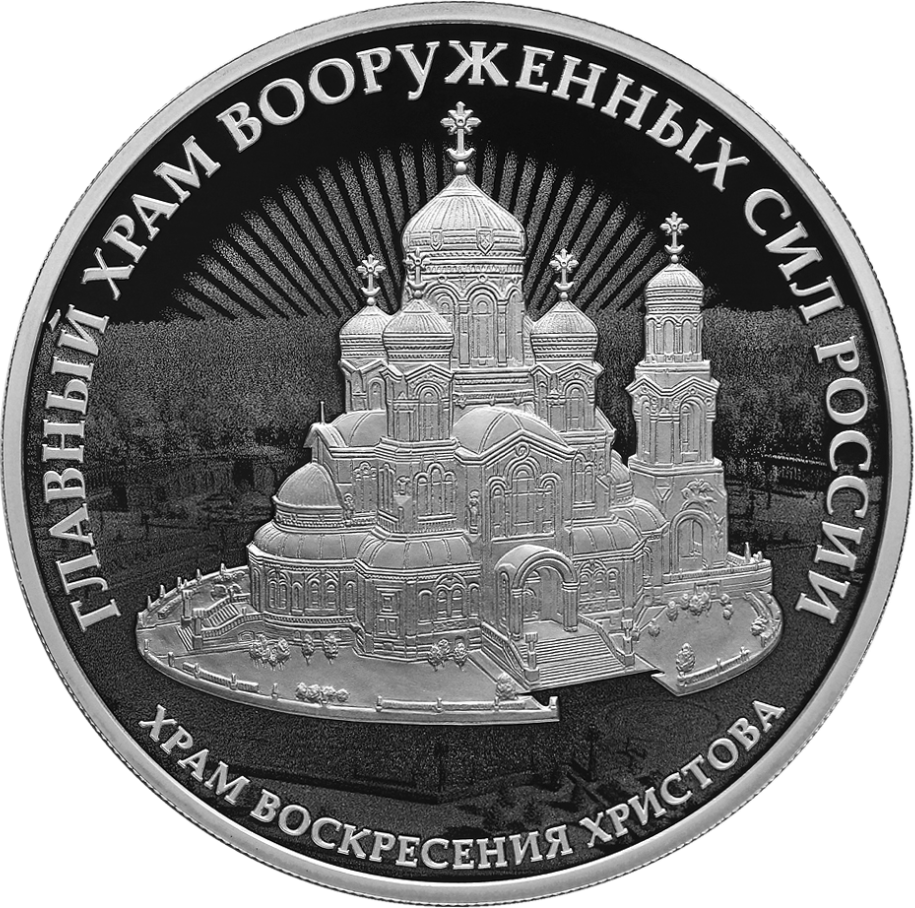
Памятная серебряная монета номиналом 3 рубля
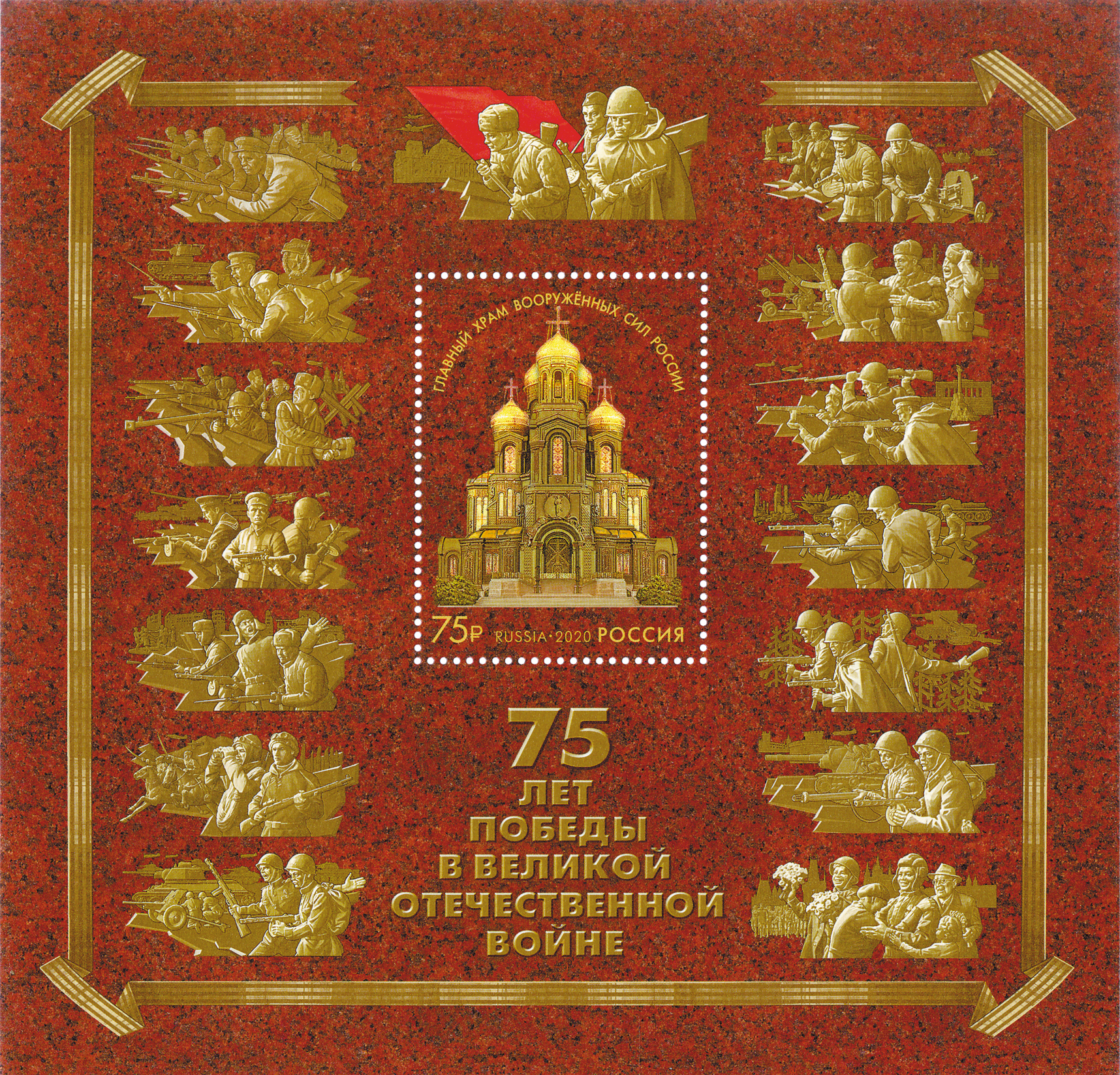
Главный храм вооружённых сил России на почтовом блоке, посвящённом 75-летию Победы